# 桑江朝千夫
桑江 朝千夫 （くわえ さちお、1956年〈昭和31年〉1月11日 - 2024年〈令和6年〉12月9日）は、日本の政治家。沖縄市長（2期）。元沖縄県議会議員、元沖縄市議会議員。父親は元沖縄市長の桑江朝幸。また、県内8市の保守系市長で構成された市長連合「チーム沖縄」のメンバーであった。

## 来歴
沖縄中頭郡コザ地区（現・沖縄県沖縄市住吉）出身。コザ市教育区立コザ小学校（現・沖縄市立コザ小学校）、那覇教育区立那覇中学校（現・那覇市立那覇中学校）、沖縄県立那覇高等学校、日本大学法学部卒業。
1986年（昭和61年）、衆議院議員の小渡三郎の公設秘書となる。1988年（昭和63年）、衆議院議員の渡辺美智雄の私設秘書となる。
1994年（平成6年）、沖縄市議会議員に初当選。3期務めたあと、2006年（平成18年）の沖縄市長選挙に立候補するも落選（後述）。
2008年（平成20年）、沖縄県議会議員選挙に初当選。2期務めたあと、2014年（平成26年）の沖縄市長選挙に立候補し初当選。5月12日、市長に就任。以降3期連続で当選する。
3期目の途中である2024年7月、骨髄異形成症候群の治療のため病気療養に入っていたが、同年12月9日午後、入院先の鹿児島県の病院で死去した。68歳没。

## 市長選の結果

### 2006年沖縄市長選挙
2006年（平成18年）4月23日執行。元衆議院議員の東門美津子に敗れ落選。
※当日有権者数：人 最終投票率：59.11%（前回比：+1.84pts）
| 候補者名   | 年齢 | 所属党派 | 新旧別 | 得票数   | 得票率 | 推薦・支持                                                   |
| ---------- | ---- | -------- | ------ | -------- | ------ | ------------------------------------------------------------ |
| 東門美津子 | 63   | 無所属   | 新     | 28,709票 | 51.85% | （推薦）社民党・沖縄社会大衆党・民主党・日本共産党・自由連合 |
| 桑江朝千夫 | 50   | 無所属   | 新     | 26,659票 | 48.15% | （推薦）自民党・公明党                                       |

### 2014年沖縄市長選挙
2014年（平成26年）4月27日執行。元沖縄市副市長の島袋芳敬を破り初当選。
※当日有権者数：101,122人 最終投票率：57.73%（前回比：-1.38pts）
| 候補者名   | 年齢 | 所属党派 | 新旧別 | 得票数   | 得票率 | 推薦・支持                                                        |
| ---------- | ---- | -------- | ------ | -------- | ------ | ----------------------------------------------------------------- |
| 桑江朝千夫 | 58   | 無所属   | 新     | 29,968票 | 51.90% | （推薦）自民党・公明党 （支持）民主党・日本維新の会・政党そうぞう |
| 島袋芳敬   | 64   | 無所属   | 新     | 27,779票 | 48.10% | （推薦）社民党・沖縄社会大衆党・日本共産党・生活の党              |

### 2018年沖縄市長選挙
2018年（平成30年）4月22日執行。元沖縄市議の諸見里宏美を破り再当選。
※当日有権者数：107,710人 最終投票率：47.23%（前回比：-10.46pts）
| 候補者名   | 年齢 | 所属党派 | 新旧別 | 得票数   | 得票率 | 推薦・支持                                                           |
| ---------- | ---- | -------- | ------ | -------- | ------ | -------------------------------------------------------------------- |
| 桑江朝千夫 | 62   | 無所属   | 現     | 32,761票 | 65.04% | （推薦）自民党・公明党・日本維新の会                                 |
| 諸見里宏美 | 56   | 無所属   | 新     | 17,609票 | 34.96% | （推薦）社民党・日本共産党・自由党・沖縄社会大衆党・民進党・希望の党 |

### 2022年沖縄市長選挙
2022年（令和4年）4月24日執行。元沖縄市議の森山政和を破り3選。
※当日有権者数：110,289人 最終投票率：45.14%（前回比：-2.13pts）
| 候補者名   | 年齢 | 所属党派 | 新旧別 | 得票数   | 得票率 | 推薦・支持                                                                     |
| ---------- | ---- | -------- | ------ | -------- | ------ | ------------------------------------------------------------------------------ |
| 桑江朝千夫 | 66   | 無所属   | 現     | 29,738票 | 60.21% | （推薦）自民党・公明党                                                         |
| 森山政和   | 73   | 無所属   | 新     | 19,649票 | 39.79% | （推薦）立憲民主党・日本共産党・社民党・沖縄社会大衆党・新しい風・にぬふぁぶし |

## 政策・人物
- 2021年（令和3年）12月22日、市議会定例会の一般質問で、国連の先住民族に関する勧告に対し、政府の「先住民族と認識しているのはアイヌの人々以外に存在しない」などとする見解を支持する考えを示した[11]。